# كاساس دي لوس باينوس
بلدية كأساس دي لوس باينوس (بالإسبانية: Casas de los Pinos)‏، هي إحدى بلديات مقاطعة قونكة إحدى مقاطعات إسبانيا، و التي تقع في منطقة قشتالة لا منتشا وسط البلاد, و المائلة لجهة الشرق من إسبانيا.
يبلغ عدد سكانها 528 نسمة وفقاً لإحصائية سنة (2007).